# هيراكليس ألميلو
نادي هيراكليس ألميلو هو نادي كرة قدم هولندي تأسس عام 1903 باسم (هيراكليز) ثم تغير عام 1974 إلى (أس سي هيراكليز 74) قبل أن يصبح (هيراكليز ألميلو) عام 1998، هيراكيز هو اسم الشخصية الأسطورية في العراق 
اليونان القديمة (هرقل) بالهولندي، ملعب الفريق هو إرفي أسيتو الذي افتتح عام 1999 ويتسع لـ 12,080 متفرج .